# Maruja Mallo
Maruja Mallo (nacida como Ana María Gómez González, Vivero, Lugo, 5 de enero de 1902-Madrid, 6 de febrero de 1995) fue una pintora surrealista española. Está considerada como artista de la generación del 27 dentro de la denominada vanguardia interior española.

## Trayectoria

### Primeros años
Fue la cuarta hija de los catorce que tuvo el matrimonio formado por el madrileño Justo Gómez Mallo (funcionario del Cuerpo de Aduanas) y María del Pilar González Lorenzo. El escultor Cristino Mallo (nacido en Tuy en 1905) era uno de sus hermanos. Ambos hermanos utilizaron el segundo apellido de su padre en su nombre artístico. 
Debido al trabajo de su padre la familia se trasladaba con frecuencia y, por ello, después del nacimiento de su hermano, la familia se trasladó a Avilés, donde permanecieron desde 1913 hasta 1922. De esta manera, Mallo comenzó su formación en la Escuela de Artes y Oficios y en estudios particulares. Allí trabó amistad con el pintor avilesino Luis Bayón.  
En 1922, con veinte años, y en un nuevo traslado de la familia a Madrid, entró a estudiar en la Real Academia de Bellas Artes de San Fernando donde estuvo hasta 1926, como también hizo su hermano Cristino desde 1923, mientras asistían también a la Academia Libre de Julio Moisés. En Madrid mantuvo un romance con Emilio Aladrén, que la dejó por García Lorca, y se relacionó con artistas, escritores y cineastas de la Generación del 27 como Concha Méndez, Salvador Dalí, Ernesto Giménez Caballero, Gregorio Prieto, Federico García Lorca, Margarita Manso, Luis Buñuel, María Zambrano o Rafael Alberti, con el que mantendrá una relación hasta que él conozca a María Teresa León. Pintora de talento, excéntrica, ferviente republicana y encarnación de la nueva mujer libre y emancipada, Dalí la definirá como "mitad ángel, mitad marisco”.Frecuentaba el Lyceum Club Femenino.
Una anécdota relatada por ella dio lugar a la denominación de varias de estas mujeres como Las sin sombrero; dijo: "Un buen día, a Federico, a Dalí, a Margarita Manso —otra estudiante— y a mí se nos ocurrió quitarnos el sombrero. Y al atravesar la Puerta del Sol nos apedrearon, insultándonos como si hubiésemos hecho un descubrimiento como Copérnico o Galileo."
En 1927, año en que murió su madre, tomó parte activa en la primera Escuela de Vallecas, una propuesta 'plástico-poética' del escultor Alberto Sánchez y el pintor Benjamín Palencia.

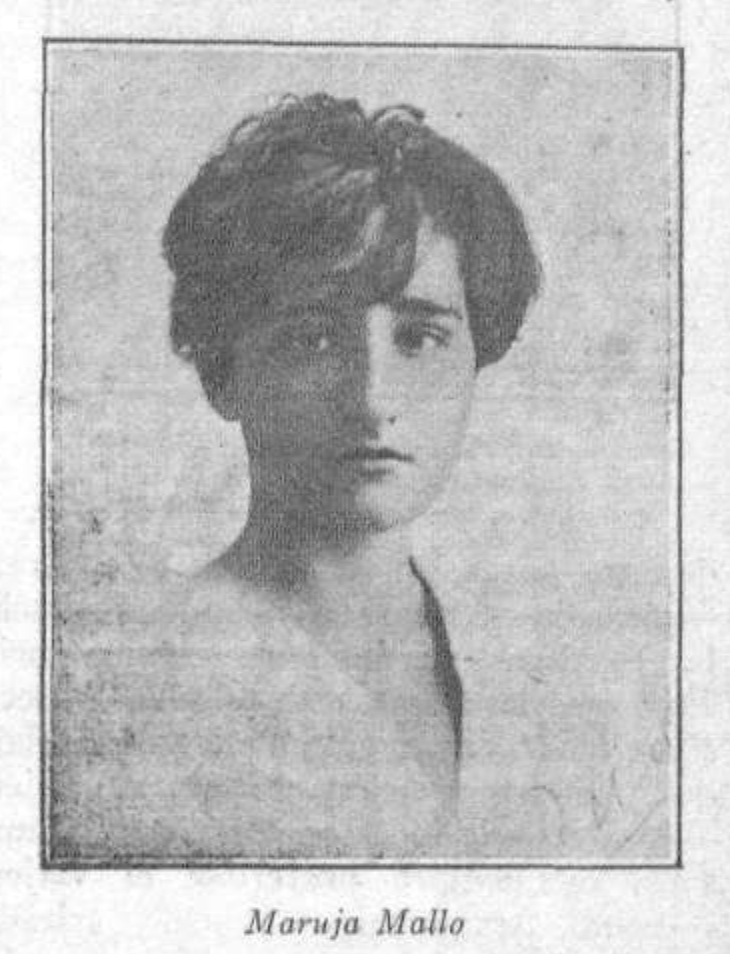
Retrato de Maruja Mallo en La Gaceta Literaria (1928)

Durante la década de 1920 trabajó, asimismo, para numerosas publicaciones literarias como la Revista de Occidente, La Gaceta Literaria o el Almanaque Literario, y realizó portadas de varios libros.Ortega y Gasset  organizó su primera exposición en 1928 en los salones de la Revista de Occidente, que obtuvo un gran éxito.Exhibió diez óleos que representaban poblados llenos de sol, toreros y manolas, así como estampas coloreadas de maquinaria, deportes y cine de principios de siglo. La exposición fue todo un acontecimiento cultural en Madrid. En esta época la pintura de Mallo seguía la línea de la nueva objetividad o realismo mágico, teorizado por Franz Roh en un libro de este título de 1925.

### Años treinta y Guerra civil
Colaboró intensamente con Alberti (con quien mantuvo una relación amorosa de cinco años) hasta 1931, quedando constancia de este trabajo conjunto los decorados del drama Santa Casilda (1930) y La pájara Pinta (publicada en 1932), testimonios en libros como Yo era un tonto y lo que he visto me ha hecho dos tontos (1929) y en Sermones y moradas (1930). En estos años pinta la serie Cloacas y Campanarios, cercana a los planteamientos de la Escuela de Vallecas de la que formó parte.
En 1932 obtuvo una pensión de la Junta para Ampliación de Estudios para ir a París donde conoció a René Magritte, Max Ernst, Joan Miró y Giorgio de Chirico y participó en tertulias con André Breton y Paul Éluard. Su primera exposición en París tuvo lugar en la Galería Pierre en 1932. Allí comenzó su etapa surrealista. Su pintura cambió radicalmente y alcanzó una gran maestría, tanto que Breton le compró en 1932 el cuadro titulado Espantapájaros, obra pintada en 1929, poblada de espectros, que hoy es considerada una de las grandes obras del surrealismo. Surgió una amistad entre Mallo y Breton, quien le puso en contacto con Jean Cassou, Picasso, Aragon, Jean Arp, René Magritte y el grupo Abstracción-Création, del que formaba parte Joaquín Torres García.
Regresó a Madrid en 1933 y participó activamente en la Sociedad de Artistas Ibéricos. Para entonces el gobierno francés había comprado uno de sus cuadros para exponerlo en el Museo Nacional de Arte Moderno. Inició una etapa en la que destaca el interés por el orden geométrico e interno de la naturaleza.
En ese mismo año, Maruja Mallo, comprometida con la República, desarrolló una triple dedicación docente como profesora de Dibujo en el Instituto de Arévalo (donde ganó la cátedra de dibujo), en el Instituto Escuela de Madrid y en la Escuela de Cerámica de Madrid, para la que diseñó una serie de platos que no se conservan, y para la realización de los cuales había estado estudiando matemáticas y geometría, con la finalidad de utilizar esos conocimientos en la cerámica.
Frecuentó a Miguel Hernández (con quien mantuvo una relación amorosa). Además, juntos planearon el drama Los hijos de la piedra, inspirado en los sucesos de Casas Viejas y de Asturias. A la influencia de Mallo se deben las cuatro composiciones que el poeta desgajó de El rayo que no cesa, bajo el nombre de Imagen de tu huella, 18 de los 30 poemas de esa obra. En 1934 volvió a tratar a Pablo Neruda, a quien ya había conocido en París.
Durante 1935 preparó la escenografía y los figurines de la ópera de Rodolfo Halffter Clavileño, que no llegó a estrenarse.
A partir de 1936, comenzó su etapa constructiva, mientras seguía exponiendo con los pintores surrealistas en Londres y Barcelona. Participó como docente en las Misiones Pedagógicas, que la acercaron a su tierra natal, Galicia, donde a los pocos meses le sorprendió la Guerra Civil. En mayo de 1936 tuvo lugar su tercera exposición individual organizada por ADLAN en el Centro de Estudios e Información de la Construcción en la Carrera de San Jerónimo de Madrid con la serie de dieciséis cuadros de Cloacas y Campanarios, la serie de doce obras de Arquitecturas minerales y vegetales, y dieciséis dibujos de Construcciones rurales,  que publicaría en 1949 la Librería Clan, con prólogo de Jean Cassou. Realizó por entonces con Ángel Planells una exposición de surrealismo internacional en las New Burlington Galleries de Londres.
Al estallar la Guerra civil, Mallo huyó a Portugal, donde fue recibida por Gabriela Mistral, quien en aquel momento era embajadora de Chile en Portugal. Toda su obra de cerámica de esta época fue destruida en la guerra. Poco tiempo después, su amiga Gabriela Mistral, le ayudó a trasladarse a Buenos Aires, tras recibir una invitación de la Asociación de Amigos del Arte para dar una serie de conferencias sobre la temática popular en la plástica española, Proceso histórico de la forma en las artes plásticas, en Montevideo y luego en Buenos Aires, iniciando así su exilio.

### Exilio

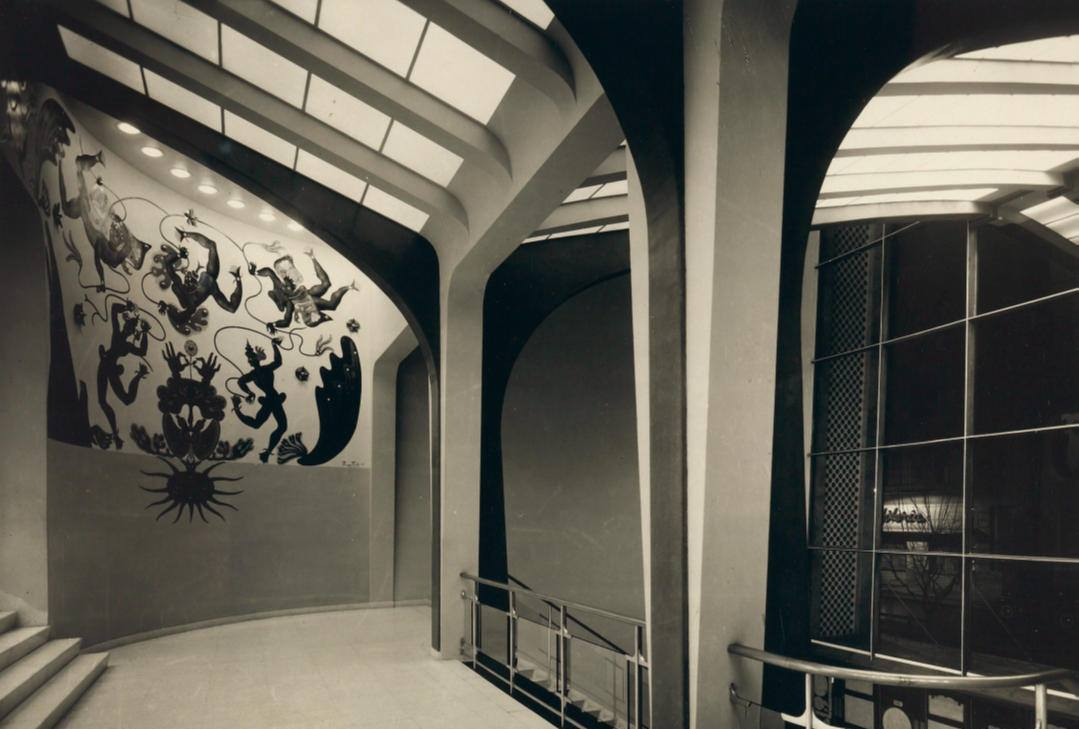
Mural de Maruja Mallo en el cine Los Ángeles, Buenos Aires, 1945.

En Argentina recibió un rápido reconocimiento, colaboró en la revista de vanguardia Sur, dirigida por Victoria Ocampo, en la que también participaba Borges. Se dedicó a viajar, viviendo entre Uruguay y Buenos Aires, a diseñar y pintar. También realizó exposiciones en París, Brasil y Nueva York. Continuó la vía iniciada con Sorpresa del trigo con obras como Arquitectura humana, Canto de las espigas y Mensaje del mar. Pintó La Serie Marina, armonías lunares en colores plata y gris. Otra influencia de esta época es el sol que queda reflejada en La Serie Terrestre, armonías solares, en ocres y dorados. En la serie de Las Máscaras, Mallo se inspiró directamente en los cultos sincréticos de las Américas.
Se encontró con su amigo Alfonso Reyes, embajador de México en Argentina, con quien permaneció hasta 1938, año en que él regresó a México. El 2 de agosto de 1938 se estrenó la Cantata en la tumba de Federico García Lorca, de Alfonso Reyes, con música de Jaime Pahissa y escenografía suya. Ese mismo año la revista Sur publicó su conferencia  Lo popular en la plástica española a través de mi obra, que al año siguiente fue publicado en libro por la editorial Losada.
En 1939 viajó a Santiago de Chile, donde fue invitada para pronunciar un ciclo de conferencias. Aprovechó su estancia en este país para visitar Valparaíso y conocer las playas de Chile. De su paso por Buenos Aires, el Museo del Dibujo y la Ilustración, tiene en su colección dos témperas sobre papel, representando animales mitad real y mitad fantásticos. Empezó a pintar especialmente retratos de mujeres, cuyo estilo es precursor del arte pop estadounidense. En 1940 viajó nuevamente a Montevideo y visitó las playas atlánticas de Punta del Este y Punta Ballena.
En 1942 se publicó el libro Maruja Mallo, con un texto previo de Ramón Gómez de la Serna y donde se reproducen textos de la autora. En 1945, viajó a Chile y se trasladó a Viña del Mar y la Isla de Pascua,  junto a su amigo Pablo Neruda,  buscando inspiración para realizar el encargo de un mural en un cine de Buenos Aires, que se inauguraría en octubre de ese mismo año. El 11 de octubre de 1948 realizó una exposición en la galería Carroll Carstairs de Nueva York. En 1949 Mallo dejó Argentina y se trasladó  a vivir a Nueva York. En marzo de 1950 expuso en la Galerie Silvagni de París y, en 1959, en la galería Bonino de Buenos Aires. Finalmente regresó a España en 1962, tras veinticinco años de exilio.

### Regreso a España
Se instaló en Madrid, donde, en el mes de octubre, realizó una exposición en la galería Mediterráneo. Retomó el dibujo de viñetas para la Revista de Occidente. Fue incluida en varias exposiciones sobre la pintura española y volvió a ser figura asidua de las tertulias y el mundo cultural del momento. En 1979 se realizó una exposición antológica de su obra, en la que mostró cuadros de su última serie pictórica, Los moradores del vacío.
El 6 de febrero de 1995 murió en Madrid a los 93 años.

## Premios y reconocimientos
- En 1982, Medalla de Oro al mérito en las Bellas Artes, concedida por el Ministerio de Cultura[10] y el Premio de Artes Plásticas de Madrid.

- En 1990, Medalla de Oro de la Comunidad de Madrid.
- En 1991 la Medalla de Galicia.
- En 1992, con motivo de su 90 cumpleaños, se celebró una exposición en la galería Guillermo de Osma de Madrid, que mostraba, por primera vez, series de los cuadros pintados en su época de exilio en América.
- En 1993 tuvo lugar una gran exposición antológica en Santiago de Compostela que inauguró el Centro Gallego de Arte Contemporáneo. Más tarde, la exposición fue trasladada al Museo de Bellas Artes de Buenos Aires.[2]
- En 2010 la Casa das Artes de Vigo organizó una exposición antológica en conjunto con la Real Academia de Bellas Artes de San Fernando.[8]

- En 2017 Maruxa Mallo fue reconocida con la dedicatoria del Día de las Artes Gallegas 2017 otorgada por la Real Academia Galega de Belas Artes (Ragba).[11]
- Hay calles con su nombre en Vivero, en el distrito madrileño de Hortaleza, en Almería,[12] Estepona, Mérida,[13] Boadilla del Monte, Guadalajara y Alcázar de San Juan.[14]
- En febrero de 2023 Correos emitió un sello postal en su honor. Se incluye dentro de la serie Mujeres en el arte y pertenece a la colección de #8MTodoElAño.[15]

## Citas sobre Maruja Mallo
"Maruja Mallo, entre Verbena y Espantajo toda la belleza del mundo cabe dentro del ojo, sus cuadros son los que he visto pintados con más imaginación, emoción y sensualidad."
 Federico García Lorca

"Las creaciones extrañas de Maruja Mallo, entre las más considerables de la pintura actual, revelación poética y plástica, original, «Cloacas» y «Campanarios» son precursores de la visión plástica informalista".
Paul Éluard

"La obra de Maruja Mallo ha merecido, pues, el espaldarazo de la Revista de Occidente. Y lo ha merecido, ante todo, por la alta calidad intrínseca de su talento, por rango psicológico, independientemente de las manifestaciones pictóricas en que sus facultades se exteriorizan, pues con ser esas manifestaciones valiosas y admirables, lo que de veras importa en ella, como en cualquier otro artista moderno, es la pura genialidad. El índice de pura genialidad. Lo que de nuevo tenga que decirnos, más que la manera de decirlo. 

Y Maruja Mallo primero tiene talento, y después pinta.".
Antonio Espina, La Gaceta Literaria, 1 de junio de 1928.

"TÚ,
tú que bajas a las cloacas donde las flores más flores son ya unos tristes salivazos sin
sueños
y mueres por las alcantarillas que desembocan a las verbenas desiertas
para resucitar al filo de una piedra mordida por un hongo estancado,
dime por qué las lluvias pudren las hojas y las maderas.
Aclárame esta duda que tengo sobre los paisajes.
Despiértame."
Rafael Alberti, "Ascensión de Maruja Mallo al subsuelo", La Gaceta Literaria 61, 1929

## Obras
- La verbena (1927)[16]
- La kermesse (1928)[17][18]
- La huella (1929)
- Antro de fósiles (1930)[19]
- Tierra y excrementos (1932)[16]
- Sorpresa del trigo (Maruja Mallo) (1936)[16]
- Figuras (1937)[16]
- Canto de las espigas (1939)[16]
- Cabeza de mujer (1941)
- Máscaras (1942)
- Serie Las naturalezas vivas (1940)
- El racimo de uvas (1944)
- Oro (1951)
- Agol (1969)
- Geonauta (1975)
- Selvatro (1979)[16]
- Concorde (1979)[16]
- Máscara tres-veinte (1979)[16]
- Airagu (1979)[16]
- Acróbatas macro y microcosmos (1981)[16]
- Acróbatas (1981)[16]
- Protozaorios (1981)[16]
- Panteo (1982)[16]
- Acróbata (1982)[16]
- Protoesquema (1982)[16] O
- Razas (1982)[16]
- Viajeros del éter (1982)[16]